# Edvard Linna
Edvard Ferdinand Linna (Finnország, Mikkeli, 1886. augusztus 26. – Finnország, Helsinki, 1974. december 30.) olimpiai bronzérmes finn tornász.
Az 1908. évi nyári olimpiai játékokon indult, és mint tornász versenyzett. Csapat összetettben bronzérmes lett.